# Meidias
Meidias (en griego Mειδίας; vivió en el siglo IV a. C.) fue un rico ateniense de considerable importancia e influencia, es conocido por ser un violento y enconado enemigo de Demóstenes, el orador.
Mostró su primer acto de hostilidad en el 361 a. C. cuando entró violentamente en la casa de Demóstenes, junto con su hermano Trasíloco, para apoderarse de ella como resultado de un pleito. En el 348 a. C. Meidias abofeteó públicamente a Demóstenes, que por entonces ocupaba un cargo en la Coregía, un gran festival religioso en honor al dios Dioniso. Demóstenes decidió presentar una querella contra su rico oponente y escribió el discurso judicial Contra Meidias, discurso que ofrece información muy valiosa sobre la ley ateniense en esa época y especialmente sobre el concepto griego de Hibris o ambición excesiva, que se trataba en esa ciudad como un crimen, aunque parece ser que Demóstenes retiró finalmente los cargos contra Meidias, no se sabe cierto si por razones políticas o por soborno, y nunca llegó a pronunciar Contra Meidias